# Candice Boucher
Candice Boucher, née le 17 octobre 1983, est un mannequin sud-africain. Elle a posé pour FHM, GQ, Cosmopolite, Sports Illustrated et Elle. Elle apparaît dans des campagnes de publicité pour Fila et Speed, et est l'un des visages d'Intimissimi et Guess Jeans. Elle apparaît sur la couverture et dans le numéro d'avril 2010 du magazine Playboy,.
Elle a le premier rôle féminin dans le film de Bollywood Aazaan (en) (2011).
Elle apparaît dans l'album de Bollywood Aap Kaa Surroor (2006) avec le chanteur et compositeur Himesh Reshammiya (en).